# Lapu-Lapu
Lapu-Lapu (1491. – 1542.) bio je vladar filipinskog otoka Mactan. Poznat je po tome što je bio prvi vladar koji se opirao španjolskoj kolonizaciji. Odgovoran je za smrt portugalskog istraživača Magellana te je zbog toga postao prvi filipinski heroj.
Filipinska vlada izradila je kip (spomenik) u njegovu čast, te su također preimenovali grad Opon, koji sada nosi ime Lapu-Lapu. Lapu-Lapu se pojavljuje na službenom pečatu filipinske policije. 

## Imena
Prvi zapisi koji upućuju na ovog vladara datiraju još od vremena kada je talijanski istraživač Antonio Pigafetta došao na Filipine. Pigafetta je došao na Filipine u sklopu Magellanove ekipe istraživača. Njegovi zapisi govore o dva vladara koji su vladali otokom Matan, a to su Zula i Çilapulapu. 
Godine 1980., Jose Rizal komentita knjigu o filipinskim vladarima koju je napisao Antonio de Morga, a u komentaru navodi ime Si Lapulapu.
U povijesti se još spominju imena Salip Pulaka i Kali Pulako.